# (8965) Citrinella
(8965) Citrinella (9511 P-L) – planetoida z grupy pasa głównego asteroid okrążająca Słońce w ciągu 5,64 lat w średniej odległości 3,17 au. Odkryta 17 października 1960 roku.